# Corrado Racca
Corrado Racca  né à Bologne le 14 novembre 1889 et mort à Rome le 12 est un acteur italien qui est apparu dans plus d'une vingtaine de films au cours de sa carrière. Il a joué le rôle principal dans le  film  Villafranca. Il a également travaillé en tant que comédien de doublage.

## Filmographie partielle
- 1914 : L'Enquête (L'istruttoria) d'Enrico Guazzoni
- 1934 : Villafranca
- 1938 :  Ettore Fieramosca
- 1939 :  L'Apôtre du désert
- 1941 :  Le roi s'amuse
- 1942 :  Malombra
- 1942 : La Dame de l'Ouest (Una signora dell'ovest) réalisé par Carl Koch